# Anoplodium stichopi
Anoplodium stichopi är en plattmaskart som beskrevs av Bock 1925. Anoplodium stichopi ingår i släktet Anoplodium, och familjen Umagillidae. Arten är reproducerande i Sverige.